# Henry Corbin
Henry Corbin (Parigi, 14 aprile 1903 – Parigi, 7 ottobre 1978) è stato un orientalista, storico della filosofia, traduttore, filologo, islamista e iranista francese.
Figura poliedrica dell'orientalismo francese, la sua opera si caratterizza per un'acuta interpretazione di testi in lingua araba e persiana della filosofia islamica. Egli stesso ha sempre rifiutato di definirsi un islamologo, preferendo descrivere il suo lavoro come quello di un filosofo che lavora su opere di altri filosofi. Verso la fine degli anni trenta divenne noto anche per la traduzione dell'opera di Heidegger pubblicata nel 1937 con il titolo Qu'est-ce que la métaphysique?, prima traduzione francese del filosofo tedesco allora ancora poco conosciuto nel suo paese.
Nel corso della sua ricerca ha attraversato diversi ambiti della tradizione islamica, dal pensiero del filosofo persiano Sohravardī, alla mistica del maestro sufi Ibn Arabi, fino alla teologia di Mullā Sadrā Shīrāzī.
La sua visione dell'Islam si caratterizza per l'importanza attribuita allo sciismo, tanto nella sua versione duodecimana quanto in quella ismaelita, che secondo Corbin rappresenta il "fenomeno originario" (lo Urphänomen fenomenologico), a partire dal quale si sviluppa qualsiasi forma di pensiero speculativo in contesto islamico.

## Biografia

### I primi anni a Parigi
All'età di 19 anni, nel 1922, consegue la licenza in filosofia scolastica presso l'Institut catholique de Paris. Risale a questo periodo la sua adesione al protestantesimo, dovuta forse all'insoddisfazione per la formazione ricevuta in ambiente cattolico.
Si iscrive all'École pratique des hautes études dove è allievo di Étienne Gilson, che lo introduce alla storia dell'avicennismo latino, motivo alla base della decisione di intraprendere lo studio dell'arabo. Nel 1923 segue il corso di Émile Bréhier sui rapporti fra il pensiero neoplatonico di Plotino e le Upaniṣad dell'India brahmanica, e decide di cominciare lo studio del sanscrito, che tuttavia abbandonerà dopo soli due anni.
Nel 1927, sotto lo pseudonimo di "Trong-ni", pubblica il suo primo articolo, Regard vers l'Orient, che prefigura tutta la curvatura futura del suo pensiero, e in cui non manca di esprimere la sua ammirazione per pensatori come René Guénon e Ananda Coomaraswamy.
Il 1929 si rivelerà per Corbin un anno di svolta. Dopo aver conseguito il diploma in arabo, persiano e turco, presso l'École française d'Extrême-Orient, il 12 ottobre, durante una riunione del gruppo Amis de l'Orient, conosce Louis Massignon che di fatto lo inizia alla "teosofia orientale", regalandogli un'edizione della Hikmat al-Ishraq di Sohravardī, libro che orienterà la sua vocazione filosofica e segnerà per sempre il suo destino di studioso e di uomo. Così Corbin ricorda le parole a lui rivolte da Louis Massignon: «Tenez - me dit-il - je crois qu'il y a dans ce livre quelque chose puor vous»

### Il periodo tedesco
Durante tutti gli anni trenta compie diversi soggiorni in Germania, e sotto la guida di Jean Baruzi approfondisce diversi aspetti di filosofia e di teologia protestante. Sono anni di profonda immersione nella cultura tedesca e in cui svolge una frenetica attività di traduttore. Oltre ad alcuni interventi propri, tanto di islamistica quanto di filosofia, traduce e pubblica su riviste specializzate numerosi contribuiti di altri autori. Traduce e commenta, tra gli altri, Barth, Brentano, Dilthey, Van der Leeuw, Heschel, Jaspers e Kierkegaard.
Ad Amburgo entra in contatto con Cassirer, la cui "filosofia delle forme simboliche" si rivelerà fondamentale per l'elaborazione della nozione di mundus immaginalis.
Al 1934 risale invece il suo approfondimento del pensiero di Heidegger, che incontrerà personalmente a Friburgo nell'aprile dello stesso anno e nel luglio del 1936, di cui traduce il testo su Hölderlin, la lezione inaugurale del semestre del 1929 sulla metafisica, ed i capitoli di Essere e tempo sulla nozione di essere-per-la-morte. Il volumetto esce nel 1938, con il titolo Qu'est-ce que la métaphysique?, corredato di introduzione. È in assoluto la prima traduzione francese di Heidegger, allora pressoché sconosciuto nel panorama francese.

### Il viaggio in Oriente
Nel 1939, la Biblioteca Nazionale, ove lavorava dal 1928 in qualità di orientalista, lo incarica di reperire tutti i manoscritti di Sohravardī presenti nella Biblioteca nazionale di Istanbul. Parte per Istanbul il 30 ottobre, accompagnato dalla moglie Stella Leenhardt Corbin e da Julien Cain, allora direttore della biblioteca. L'impresa, che sarebbe dovuta durare tre mesi, si protrasse invece per sei anni.
Nel 1945, dopo aver ricevuto un ordine di missione dal Governatorato d'Algeria, allora colonia francese, lascia Istanbul e parte per la Persia, in un lungo viaggio via terra attraverso Baghdad e i monti Zagros. Il 14 settembre arriva in una Teheran che all'epoca contava 800 000 abitanti. Anche in questo caso il suo incarico avrebbe dovuto protrarsi per soli tre mesi, ma la sua relazione con l'Iran era destinata a durare per sempre, e la sua permanenza a Teheran, sebbene a fasi alterne, si protrasse di fatto per tutta la vita.
Qui Corbin entrò in contatto con l'universo spirituale dell'Islam sciita, fondò un dipartimento di iranistica in annessione all'Institut français, e con l'aiuto di alcuni collaboratori iraniani lavorò al progetto della «Bibliothèque iranienne», consistente nella pubblicazione in lingua francese di classici persiani ed arabi inediti.
Nel 1954 il Consiglio della sezione di Scienze Religiose dell'École pratique des hautes études lo chiama per succedere alla cattedra di Louis Massignon, come direttore del Dipartimento di Islamistica e Religioni dell'Arabia. Preoccupato di dover abbandonare la sua attività di ricerca a Teheran, Corbin ottiene un regolare permesso di assenza, che gli consente di trascorrere tutti i semestri autunnali in Iran, da settembre a dicembre, potendo così continuare le sue ricerche. Il mantenimento dei contatti con il suo "piccolo e vivace" Dipartimento di Iranistica di Teheran si rivelerà fondamentale per la qualità del suo insegnamento all'Ecole pratique: la maggioranza dei suoi corsi di Parigi fu infatti tenuta utilizzando materiali, talora inediti e manoscritti, direttamente provenienti dalla «Bibliothèque iranienne» di Teheran. A questo proposito, la gestione di Corbin fu accusata di trasformare il Dipartimento di Scienze religiose in una cattedra di sciismo.
Del 1964-1965 è la sua collaborazione con Sayyed Jalaloddin Ashtiyani, eminente figura dello sciismo iraniano contemporaneo, professore alla facoltà teologica dell'Università di Mashhad, e da Corbin considerato l'erede di Mulla Sadra. Il progetto prevedeva la pubblicazione di una ampia "antologia di filosofi iraniani dal XVII secolo ai giorni nostri", composta per la gran maggior parte da manoscritti ancora inediti, raccolti ed introdotti da Sayyed Jalaloddin Ashtiyani, e da Corbin recensiti e riassunti in vista della loro pubblicazione in francese.

### Dall'Iran a Eranos
Agli inizi del 1949 è invitato da Olga Fröbe-Kapteyn a partecipare agli incontri del gruppo Eranos, da questa fondato nel 1932 su ispirazione di Rudolf Otto, ad Ascona, sulle sponde del Lago Maggiore. L'esperienza di Eranos, vera e propria "scuola di ricerca spirituale" a cui parteciperanno accademici del calibro di Mircea Eliade, Gerschom Scholem, D.T Suzuki, James Hillman e Gerardus van der Leeuw, si rivelerà di fondamentale importanza per Corbin, che non cesserà di esserne un fervente animatore fino alla morte.
Particolarmente significativo fu per lui l'incontro e l'amicizia con lo psicoanalista e psichiatra svizzero Carl Gustav Jung, ai suoi occhi il primo studioso in contesto occidentale ad aver intuito l'esistenza di un "mondo di corpi sottili", che Corbin sembra equiparare alla sua nozione di mundus immaginalis. Tra il 1970 e il 1973 ha insegnato anche nell'Istituto ticinese di alti studi a Lugano, in Svizzera.

### La cavalleria spirituale
Nel 1974 con la collaborazione di alcuni amici e colleghi universitari, è tra i fondatori di un "Centro internazionale di ricerca spirituale comparata", a cui è assegnato il nome "Università San Giovanni di Gerusalemme". "Università" per sottolineare come essa fosse il frutto della collaborazione di ricercatori universitari, "Gerusalemme" in quanto città santa delle tre religioni abramiche, e "San Giovanni" in riferimento all'ordine dei cavalieri giovanniti cui aderì Rulman Merswin, mistico tedesco al cui progetto di "cavalleria spirituale" l'istituto si richiamava.
Scopo della fondazione era quello di favorire l'ecumenismo abramitico, attraverso la creazione di un focolaio di ricerca atto a promuovere lo studio, il confronto, e lo sviluppo spirituale delle tradizioni gnostiche ed esoteriche delle tre grandi religioni monoteiste: islam, ebraismo e cristianesimo.
Di questo stesso periodo, e fortemente intrecciata col programma di una "cavalleria spirituale", è l'adesione di Corbin alla massoneria, spesso taciuta ma ormai esaustivamente documentata, che lo vuole iniziato nel rito scozzese rettificato, membro di una Loggia di Saint-Germain en Laye.. Corbin fu infatti iniziato in massoneria nella loggia Les Compagnons du Sept n. 3, appartenente alla Grande Loggia nazionale francese-Opéra, il 5 maggio 1962, Compagno nel 1963, divenne Maestro nel 1964. Nel Rito scozzese rettificato divenne maestro scozzese di Sant'Andrea nel 1972, scudiero novizio nel gennaio del 1973 e cavaliere benefico della città santa (CBCS) il 15 settembre 1973, col nome d'ordine di Eques ab insula viride.
Muore a Parigi nel 1978, lo stesso anno della Rivoluzione iraniana, preoccupato per la situazione che nel giro di pochi mesi avrebbe portato all'instaurazione della Repubblica islamica in Iran. Nonostante sia vissuto e morto nella confessione protestante di tendenza calvinista, e considerasse il suo punto di vista come quello di un "occidentale", Corbin non fece mai mistero della sua adesione all'universo spirituale dell'esoterismo sciita.

## L'opera
Il merito delle ricerche di Corbin è stato di aver riscoperto la tradizione gnostica dell'Islam sciita, un continente filosofico sommerso e sconosciuto agli stessi orientalisti del suo tempo, mostrando così come la filosofia islamica, lungi dal ridursi ai filosofi arabi "ellenizzati" e dal concludersi con il peripatetismo di Averroè, conosca un ulteriore periodo di fioritura a partire dal XII secolo, non nell'Occidente arabo ma nell'Oriente persiano. Corbin ha inoltre contribuito ad una più adeguata comprensione del fenomeno del sufismo, di cui ha saputo far emergere la dimensione autenticamente islamica, rifiutando di ricondurlo alle categorie della spiritualità cristiana, o alla comoda etichetta di sincretismo.
Con la sua esegesi Corbin mostra l'originalità e l'importanza di questa tradizione nei secoli.
Temi come quello della conoscenza e del racconto visionario, del mondo immaginale e dell'immaginazione creativa, intesi come facoltà teofaniche, del corpo spirituale e della terra celeste, dell'angelologia e del dramma che si svolge nel cielo, sono creazioni intellettuali il cui sviluppo non ha equivalenti nella tradizione filosofica occidentale, sulle quali si fonda ciò che Corbin chiama una filosofia profetica, basata sull'ermeneutica spirituale del Libro, che trova il proprio equivalente cristiano più prossimo in Jakob Böhme. Questa filosofia profetica va considerata come una teosofia capace di riconciliare le facoltà visionarie dell'uomo con quelle razionali.
L'opera di Corbin supera inoltre l'esegesi storica ed acquisisce una nuova dimensione, quando considera questa tradizione come un possibile riparo contro il pericolo mortale per la spiritualità costituito dalla secolarizzazione e dalla desacralizzazione, pericolo del quale il nichilismo occidentale sembra rappresentare il termine ultimo.

Per Corbin, l'esoterismo sciita non è da meno dell'esoterismo abramico, di cui è anzi uno dei culmini, e possiede una forza propositiva sempre valida, capace di trarre la ricerca spirituale fuori dal vicolo cieco metafisico rappresentato dai sistemi teologici dogmatici i quali, reificando Dio, ne fanno l'idolo metafisico (l'Essere supremo) contro il quale si scaglia l'ateismo dopo l'indebolimento del potere temporale delle Chiese cristiane.
L'opera di Corbin prosegue attraverso il suo allievo Christian Jambet che, pur senza rimetterla in questione, ha mostrato come, accanto a questo filone esoterico, la tradizione sciita comportasse anche un kalām, cioè una teologia dogmatica di cui non si può non tener conto quando si vuol comprendere le origini del settarismo e del fondamentalismo islamico, dei quali la Rivoluzione iraniana di Khomeini era per Corbin la più recente manifestazione.